# 2002-es svéd túraautó-bajnokság
A 2002-es svéd túraautó-bajnokság volt a sorozat 7. kiírása. A szezon május 12-én vette kezdetét és szeptember 15-én ért véget. Kilenc fordulóból, tizennyolc futamból állt. A bajnok az olasz Roberto Colciago lett a svéd, Jan Nilsson és a szintén svéd Nicklas Karlsson előtt.

## Csapatok és versenyzők
| Versenyző            | Nemzet | Csapat                    | Autó            |
| -------------------- | ------ | ------------------------- | --------------- |
| Roberto Colciago     | ITA    | Kristoffersson Motorsport | Audi A4 Quattro |
| Tommy Kristoffersson | SWE    | Kristoffersson Motorsport | Audi A4 Quattro |
| Marius Erlandsen     | NOR    | Kristoffersson Motorsport | Audi A4 Quattro |
| Jan Nilsson          | SWE    | Flash Engineering         | Volvo S40       |
| Edward Sandström     | SWE    | Flash Engineering         | Volvo S40       |
| Nicklas Karlsson     | SWE    | Picko Troberg Racing      | Vauxhall Vectra |
| Jan Lindblom         | SWE    | Picko Troberg Racing      | Vauxhall Vectra |
| Mattias Andersson    | SWE    | Opel Team Sweden          | Opel Vectra     |
| Tomas Engström       | SWE    | Engström Motorsport       | Honda Accord    |
| Tobias Johansson     | SWE    | Toshiba Racing            | Audi A4 Quattro |
| Anders Hammer        | SWE    | Toshiba Racing            | Audi A4 Quattro |
| Magnus Krokström     | SWE    | Krokström Motorsport      | Volvo S40       |
| Tobias Tegelby       | SWE    | Tysslinge Racing          | Audi A4 Quattro |

## Versenynaptár
| Forduló | Versenypálya           | Dátum        | Győztes versenyző                     | Győztes csapat                                |
| ------- | ---------------------- | ------------ | ------------------------------------- | --------------------------------------------- |
| 1 2     | Mantorp Park           | május 12     | Roberto Colciago Edward Sandström     | Kristoffersson Motorsport Flash Engineering   |
| 3 4     | Ring Knutstorp         | május 26     | Roberto Colciago Edward Sandström     | Kristoffersson Motorsport Flash Engineering   |
| 5 6     | Karlskoga Motorstadion | június 9     | Tomas Engström Nicklas Karlsson       | Engström Motorsport Picko Troberg Racing      |
| 7 8     | Falkenbergs Motorbana  | július 6     | Jan Nilsson Edward Sandström          | Flash Engineering                             |
| 9 10    | Falkenbergs Motorbana  | július 7     | Jan Nilsson Jan Lindblom              | Flash Engineering Picko Troberg Racing        |
| 11 12   | Ring Knutstorp         | július 21    | Roberto Colciago Tommy Kristoffersson | Kristoffersson Motorsport                     |
| 13 14   | Karlskoga Motorstadion | augusztus 18 | Tomas Engström Roberto Colciago       | Engström Motorsport Kristoffersson Motorsport |
| 15 16   | Falkenbergs Motorbana  | september 1  | Jan Nilsson Nicklas Karlsson          | Flash Engineering Picko Troberg Racing        |
| 17 18   | Mantorp Park           | september 15 | Roberto Colciago Edward Sandström     | Kristoffersson Motorsport Flash Engineering   |

## Végeredmény
| Helyezés | Versenyző            | Pont |
| -------- | -------------------- | ---- |
| 1        | Roberto Colciago     | 175  |
| 2        | Jan Nilsson          | 162  |
| 3        | Nicklas Karlsson     | 148  |
| 4        | Edward Sandström     | 147  |
| 5        | Tomas Engström       | 146  |
| 6        | Tommy Kristoffersson | 108  |
| 7        | Jan Lindblom         | 96   |
| 8        | Tobias Johansson     | 80   |
| 9        | Mattias Andersson    | 79   |
| 10       | Marius Erlandsen     | 48   |
| 11       | Magnus Krokström     | 35   |
| 12       | Anders Hammer        | 24   |
| 13       | Tobias Tegelby       | 4    |

| Független bajnokság | Független bajnokság | Független bajnokság |
| Helyezés            | Versenyző           | Pont                |
| ------------------- | ------------------- | ------------------- |
| 1                   | Tobias Johansson    | 233                 |
| 2                   | Magnus Krokström    | 142                 |
| 3                   | Anders Hammer       | 140                 |
| 4                   | Tobias Tegelby      | 32                  |

| Gyártók bajnoksága | Gyártók bajnoksága | Gyártók bajnoksága |
| Helyezés           | Gyártó             | Pont               |
| ------------------ | ------------------ | ------------------ |
| 1                  | Volvo              | 233                |
| 2                  | Audi               | 213                |
| 3                  | Honda              | 170                |
| 4                  | Opel               | 136                |

## Külső hivatkozások
- A bajnokság hivatalos honlapja (svédül)